# Ditassa capillaris
Ditassa capillaris är en oleanderväxtart som beskrevs av Fourn.. Ditassa capillaris ingår i släktet Ditassa och familjen oleanderväxter. Inga underarter finns listade i Catalogue of Life.